# フィクサン
フィサン（Fixin）は、フランスのブルゴーニュ＝フランシュ＝コンテ地域圏コート＝ドール県中央部にある、人口約800人の小さな村である。

## 見どころ
中世から18世紀ころまでは、この地方の中心都市として栄えていた。そのため、10世紀から12世紀にかけて建てられた教会堂などの由緒ある建造物がいくつかある。

## ワイン
この村単独で、村名AOC「フィサン」（赤・白）を持っている。